# 아카쿠라온센역
아카쿠라온센역(일본어: 赤倉温泉駅)은 일본 야마가타현 모가미군 모가미정에 위치한 동일본 여객철도 리쿠우토 선의 철도역이다. 단선 승강장 1면 1선의 구조를 갖춘 지상역이다.

## 이용 현황
| 승차 인원 추이 | 승차 인원 추이 |
| 연도           | 1일 평균       |
| -------------- | -------------- |
| 2000           | 52             |
| 2001           | 49             |
| 2002           | 50             |
| 2003           | 50             |
| 2004           | 47             |

## 역 주변
- 국도 제47호선

## 역사
- 1917년 11월 1일 : 도미사와역으로서 개업.
- 1952년 11월 15일 : 우젠아카쿠라역으로 개칭.
- 1983년 3월 7일 : 교환 설비 철거, 간이 위탁화.
- 1987년 4월 1일 : 일본국유철도 분할 민영화에 의해, 동일본 여객철도가 승계.
- 1991년 : 간이 위탁 중지, 무인화.
- 1999년 12월 4일 : 아카쿠라온센역으로 개칭.

## 인접 역
| ■ 리쿠우토 선        | ■ 리쿠우토 선 | ■ 리쿠우토 선      |
| -------------------- | ------------- | ------------------ |
| 사카이다 고고타 방면 | ■ 리쿠우토 선 | 다치코지 신조 방면 |